# Canton d'Hérouville-Saint-Clair
Le canton d'Hérouville-Saint-Clair est une division administrative française située dans le département du Calvados et la région Normandie.

## Géographie
Ce canton est organisé autour d'Hérouville-Saint-Clair dans l'arrondissement de Caen. Son altitude varie de 1 m (Hérouville-Saint-Clair) à 70 m (Hérouville-Saint-Clair) pour une altitude moyenne de 20 m.

## Histoire
De 1982 à 2015, le canton de Caen-5 ne comprenait qu'une partie de la commune d'Hérouville-Saint-Clair, ce qui lui valait d'être parfois dénommé « canton d'Hérouville-Saint-Clair ».
Un nouveau découpage territorial du Calvados entre en vigueur en mars 2015 dans le cadre du redécoupage cantonal de 2014 en France. Il est défini par le décret du 17 février 2014, en application des lois du 17 mai 2013 (loi organique 2013-402 et loi 2013-403). Les conseillers départementaux sont, à compter de ces élections, élus au scrutin majoritaire binominal mixte. Les électeurs de chaque canton élisent au Conseil départemental, nouvelle appellation du Conseil général, deux membres de sexe différent, qui se présentent en binôme de candidats. Les conseillers départementaux sont élus pour 6 ans au scrutin binominal majoritaire à deux tours, l'accès au second tour nécessitant 10 % des inscrits au 1er tour. En outre la totalité des conseillers départementaux est renouvelée. Ce nouveau mode de scrutin nécessite un redécoupage des cantons dont le nombre est divisé par deux avec arrondi à l'unité impaire supérieure si ce nombre n'est pas entier impair, assorti de conditions de seuils minimaux. Dans le Calvados, le nombre de cantons passe ainsi de 49 à 25.

## Représentation
| Période élective | Période élective | Mandat | Mandat   | Identité                                                        | Nuance | Nuance | Qualité |
| ---------------- | ---------------- | ------ | -------- | --------------------------------------------------------------- | ------ | ------ | --- |
| 2015             | 2021             | 2015   | 2021     | Sylviane Lepoittevin                                            |        | MoDem  | Adjointe au maire d'Hérouville-Saint-Clair jusqu'en 2020, 8e vice-présidente du conseil départemental                                                       |
| 2015             | 2021             | 2015   | 2016     | Rodolphe Thomas (Démission en décembre 2015, cumul des mandats) |        | MoDem  | Maire d'Hérouville-Saint-Clair, ancien député |
| 2015             | 2021             | 2016   | 2021     | Erwann Bernet                                                   |        | MoDem  | Directeur d'accueil de loisirs, secrétaire fédéral des Jeunes démocrates de Normandie, adjoint au maire d'Hérouville-Saint-Clair depuis 2020                |
| 2021             | 2028             | 2021   | en cours | Élise Cassetto-Gadrat                                           |        | DVG    | Directrice d'école maternelle à Colombelles, conseillère municipale d'Hérouville-Saint-Clair depuis 2020, suppléante du député Arthur Delaporte depuis 2024 |
| 2021             | 2028             | 2021   | en cours | Steve Lechangeur                                                |        | PS     | Employé dans un EHPAD, adjoint au maire de Colombelles |

### Résultats détaillés

#### Élections de juin 2021
Le premier tour des élections départementales de 2021 est marqué par un très faible taux de participation (33,26 % au niveau national). Dans le canton d'Hérouville-Saint-Clair, ce taux de participation est de 28,64 % (4 888 votants sur 17 066 inscrits) contre 34,31 % au niveau départemental. À l'issue de ce premier tour, deux binômes sont en ballottage : Erwann Bernet et Gwladys Huard (Divers, 43,85 %) et Élise Cassetto-Gadrat et Steve Lechangeur (DVG, 40,55 %).
Le second tour des élections est marqué une nouvelle fois par une abstention massive équivalente au premier tour. Les taux de participation sont de 34,3 % au niveau national, 34,65 % dans le département et 29,91 % dans le canton d'Hérouville-Saint-Clair. Élise Cassetto-Gadrat et Steve Lechangeur (DVG) sont élus avec 50,92 % des suffrages exprimés (2 453 voix pour 5 105 votants et 17 067 inscrits),,.

## Composition
Le canton d'Hérouville-Saint-Clair comprend deux communes entières.
| Nom                                            | Code Insee | Intercommunalité | Superficie (km2) | Population (dernière pop. légale) | Densité (hab./km2) | Modifier                                    |
| ---------------------------------------------- | ---------- | ---------------- | ---------------- | --------------------------------- | ------------------ | ------------------------------------------- |
| Hérouville-Saint-Clair (bureau centralisateur) | 14327      | CU Caen la Mer   | 10,64            | 22 473 (2022)                     | 2 112              | modifier les données · modifier les données |
| Colombelles                                    | 14167      | CU Caen la Mer   | 7,14             | 7 015 (2022)                      | 982                | modifier les données · modifier les données |
| Canton d'Hérouville-Saint-Clair                | 1414       |                  | 17,78            | 29 488 (2022)                     | 1 658              | modifier les données                        |

## Démographie
En 2022, le canton comptait 29 488 habitants, en évolution de +0,06 % par rapport à 2016 (Calvados : +1,58 %, France hors Mayotte : +2,11 %).
| 2013   | 2018   | 2022   |
| ------ | ------ | ------ |
| 27 366 | 29 579 | 29 488 |